# Samuel Holmén
Samuel Holmén, född 28 juni 1984 i Ljung, är en svensk före detta fotbollsspelare (mittfältare).

## Karriär
Samuel Holméns moderklubb är Annelunds IF. Han har spelat 32 A-landskamper, 22 U21-landskamper och 15 pojklandskamper. Han var med i den svenska U21-trupp som nådde bronsmatch i U21-EM i Tyskland 2004 strax innan EM i Portugal. Debuten i A-landslaget kom under år 2006. Holmén var med på A-landslagets januariturné 2007 och 2008. Den 16 juli 2010 meddelade Brøndby IF att Samuel Holmén var klar för turkiska Istanbul BB, som slutade sexa i turkiska högstaligan 2009/2010. Inför EM 2012 spelade Holmén tre träningsmatcher mot Kroatien, Island och Serbien.
Holmén skrev sommaren 2016 på ett tvåårskontrakt med turkiska Istanbul BB. Mellan 2013 och 2016 tillhörde han turkiska Fenerbahçe SK, men lånades ut både till Bursaspor och Konyaspor. Fram till 2010 spelade Holmén för Brøndby IF som 28 augusti 2007 köpte honom för ungefär 15 miljoner från IF Elfsborg där han blev svensk mästare 2006 och svensk cupmästare 2003. 
I juni 2017 blev Samuel Holmén återigen klar för IF Elfsborg. Efter säsongen 2021 avslutade han sin fotbollskarriär.

## Meriter
- Svensk cup- (2003) och ligamästare (2006)
- Dansk cupmästare Brøndby (2008)
- U21-landskamper med bronsmatch i U21-EM 2004 som största framgång
- Istanbul BB - årets spelare
- A-landskamper